# Hedlundia
Hedlundia — рід квіткових рослин родини трояндових (Rosaceae). Він містить близько 48 видів, які поширені в Європі, західній і центральній Азії.
В Україні у гірському Криму росте Hedlundia roopiana